# Zamek Arechi

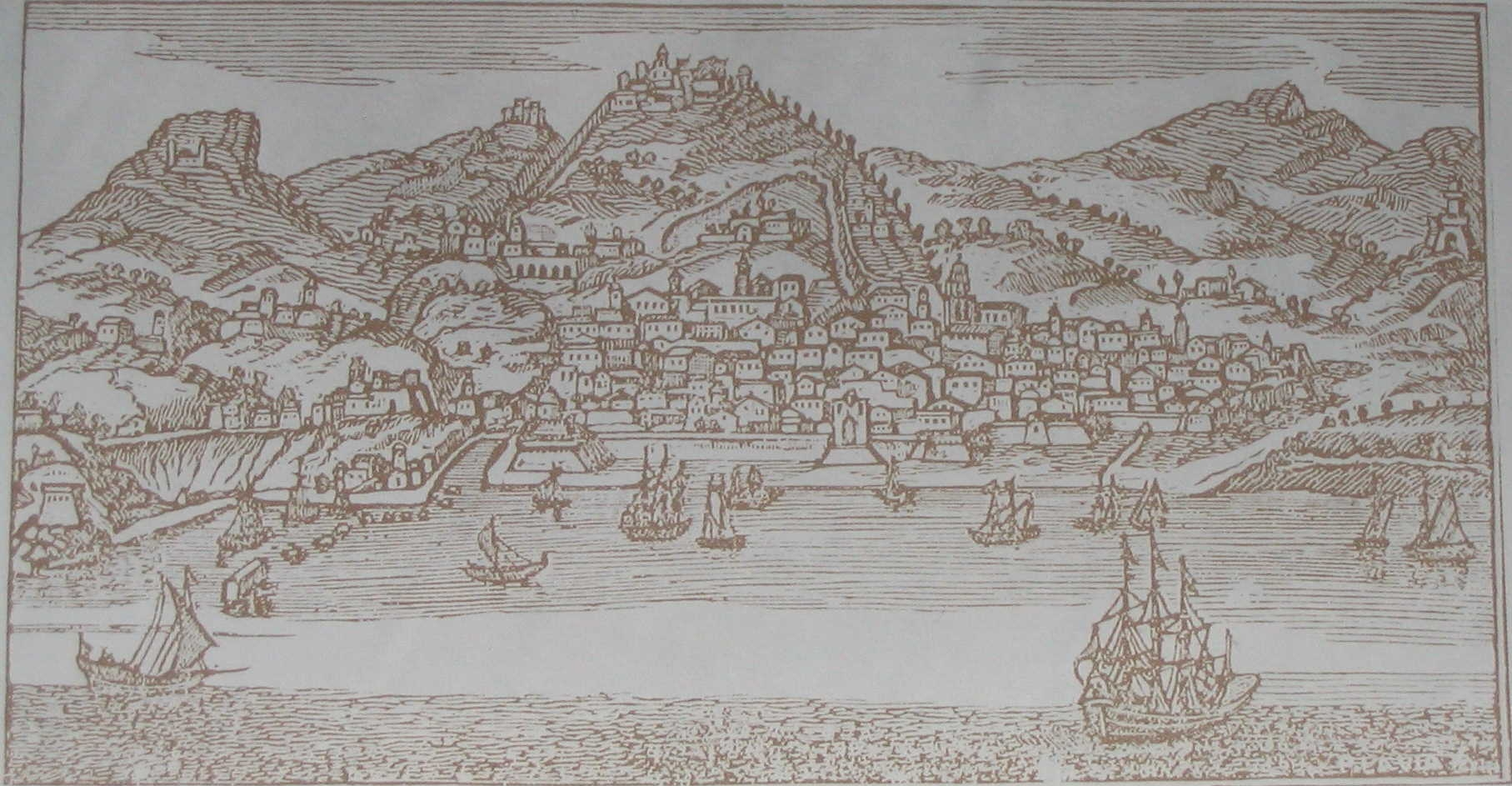
XVII wieczna rycina przedstawiająca Salerno. Na szczycie góry widoczny Zamek

Zamek Arechi – zamek w południowych Włoszech znajdujący się na szczycie góry (około 300 m n.p.m.), u stóp której leży miasto Salerno.

## Historia
Budowę zamku rozpoczęto w VI w. jeszcze za panowania Bizancjum (świadczy o tym charakterystyczna dla tego okresu konstrukcja najstarszej części murów obronnych stworzonych z bloków piaskowca).
Salerno było częścią Księstwa Benevento, które stanowiło najdalej na południe wysuniętą część Królestwa Longobardów. Kiedy w 774 r. Karol Wielki zaatakował Longobardów, księstwo Benevento rządzone było przez Arechi II. Przeniósł on główny ośrodek władzy z Benevento do Salerno, dzięki czemu mógł lepiej kontrolować strategiczne obszary, takie jak wybrzeże i komunikację wewnątrz prowincji Kampania. W tym czasie zamek został poważnie rozbudowany, a jego mury obronne przyjęły kształt, który przetrwał do naszych czasów.
Na przestrzeni wieków zamek wielokrotnie zmieniał właściciela. Prace archeologiczne pozwoliły zidentyfikować między innymi ślady bytności Normanów. Na północ od zamku wybudowana została wieża strażnicza, z której można było prowadzić obserwacje Zatoki Salerno.

## Stan obecny
Obecnie zamek został wykupiony od gminy przez prywatną firmę, która urządziła wewnątrz restaurację. Mury obronne są jednak udostępnione bezpłatnie do zwiedzania, w zamku znajduje się też muzeum (podczas renowacji znaleziono duże zbiory monet i średniowiecznej ceramiki). W nocy, doskonale oświetlony, widoczny jest niemal z każdego miejsca w Salerno.